# Phaonia sinidecussata
Phaonia sinidecussata är en tvåvingeart som beskrevs av Xue och Qiao Ping Xiang 1993. Phaonia sinidecussata ingår i släktet Phaonia och familjen husflugor. Inga underarter finns listade i Catalogue of Life.